# Deadwing
Deadwing – ósmy studyjny album brytyjskiego zespołu rockowego Porcupine Tree. Został wydany w  roku 2005. Jest to jak dotąd najlepiej sprzedająca się płyta zespołu.

## Lista utworów
1. "Deadwing" – 9:46
2. "Shallow" – 4:17
3. "Lazarus" – 4:18
4. "Halo" – 4:38
5. "Arriving Somewhere But Not Here" – 12:02
6. "Mellotron Scratch" – 6:57
7. "Open Car" – 3:46
8. "The Start of Something Beautiful" – 7:39
9. "Glass Arm Shattering" – 6:12

## Pozycje na listach
| Lista | Kraj   | Pozycja |
| ----- | ------ | ------- |
| OLiS  | Polska | 9       |